# A rakparton
A rakparton (On the Waterfront) 1954-ben készült, fekete-fehér amerikai film Elia Kazan rendezésében.

## Tartalom
|  | Alább a cselekmény részletei következnek! |

Az érzékeny Terry Malloy, a bukott bokszoló beáll rakodómunkásnak és a korrupt szakszervezetis főnök, Johnny Friendly kifutófiúja lesz. Egy este olyan feladatot kap, melyben az egyik társát fel kell hívnia a tetőre. A kollégája teljesíti a kérését és a következő pillanatban már le is zuhan a tetőről. Terry nem tudta, hogy gyilkosságban kellett részt vennie. Bűntudata csak nő, mikor beleszeret a halott férfi húgába, Edie Doyle-ba. Akkor ébred rá igazán a tettére, mikor rájön, hogy őt is megvásárolták. A felismerés akkor lesz igazán a legfájdalmasabb, mikor ráébred, hogy okos bátyja, Charles verte át, aki Friendly ügyvédje és jobbkeze.
Terry galambrajongó, házuk tetején galambdúcot tart. Magányos óráiban náluk keres vigasztalást. Edie ráveszi a lelkészt, hogy álljon a kikötői gengszterek elleni hadjárat élére. Terry megszegi a hallgatás törvényét és tanúskodik a kongresszusi bizottság előtt. A kikötői társadalom ezek után spicliként bánik vele és kiközösítik. Mikor hajnalban újra jelentkezik rakodói munkáért, mindenki kap munkát, csak ő nem. Kénytelen megalázottan hazamenni. Felfedezi, hogy a szomszéd fiú elpusztította féltve nevelgetett galambjait. Terry másnap visszamegy a rakpartra, ahol a szakszervezetis emberei nagyon összeverik. Teljesen legyengülve feláll a vereségből és ismételten nekitámad a korrupt szakszervezetis vezetőknek. Az óriási önuralom és becsület láttán a munkások az ő oldalára állnak. Szembeszállnak Friendlyvel, akit bilincsbe verve elhurcol a rendőrség.

## Háttér
A filmet egy cikksorozat ihlette, amelyben Malcolm Johnson feltárja a New York és New Jersey dokkjait kézben tartó maffia üzelmeit. Elia Kazan felkérésére Arthur Miller kezdett el dolgozni a forgatókönyvön, de miután Kazan tanúskodott az Amerika-ellenes tevékenységet vizsgáló bizottság előtt, Miller kiszállt a filmből. Kazan ezután Budd Schulberghez fordult. Kazan nem is tagadta, hogy azonosult Terry Malloy erkölcsi vívódásaival
A film legklasszikusabb jelenetei közé tartozik, amikor Terry egy taxi hátsó ülésén összecsap a bátyjával. Mikor Brando a lány kis kesztyűjével játszik, felhúzza a saját kezére és mikor Terry Edie ajtaját veri, szerelmi bizonyítékot akar kikényszeríteni, és a padlóra csúsznak a kétségbeesett csók közben.

## Szereposztás
| Szerep                                             | Színész           | Magyar hangja (1. szinkron, 1979) |
| -------------------------------------------------- | ----------------- | --------------------------------- |
| Terry Malloy                                       | Marlon Brando     | Dózsa László                      |
| Barry atya                                         | Karl Malden       | Szabó Sándor                      |
| Johnny Friendly                                    | Lee J. Cobb       | Mádi Szabó Gábor                  |
| Charley „Úrifiú” Malloy („the Gent”), Terry bátyja | Rod Steiger       | Láng József                       |
| Timothy J. „Kayo” Dugan                            | Pat Henning       | Dobránszky Zoltán                 |
| Glover bűnügyi nyomozó                             | Leif Erickson     | Verebes Károly                    |
| Big Mac                                            | James Westerfield | Farkas Antal                      |
| Truck                                              | Tony Galento      | Szigeti András                    |
| Tullio                                             | Tami Mauriello    | Szabó Ottó                        |
| „Pop” Doyle                                        | John F. Hamilton  | Gyenge Árpád                      |
| Luke                                               | Don Blackman      | Kránitz Lajos                     |
| Jimmy                                              | Arthur Keegan     | Szokol Péter                      |
| Edie Doyle                                         | Eva Marie Saint   | Frajt Edit                        |
| Gilette                                            | Martin Balsam     | Izsóf Vilmos                      |
| Slim                                               | Fred Gwynne       | Gáti Oszkár                       |
| Tommy Collins                                      | Thomas Handley    | Felföldi László                   |

## Díjak, jelölések

### Oscar-díj(1955)
- díj: legjobb férfi főszereplő – Marlon Brando
- díj: legjobb film – Sam Spiegel
- díj: legjobb női mellékszereplő – Eva Marie Saint
- díj: legjobb látványterv – Richard Day
- díj: legjobb operatőr – Boris Kaufman
- díj: legjobb rendezés – Elia Kazan
- díj: legjobb vágás – Gene Milford
- díj: legjobb eredeti forgatókönyv – Budd Schulberg
- jelölés: legjobb férfi mellékszereplő – Lee J. Cobb
- jelölés: legjobb férfi mellékszereplő – Karl Malden
- jelölés: legjobb férfi mellékszereplő – Rod Steiger
- jelölés: legjobb eredeti filmzene – Leonard Bernstein

### BAFTA-díj(1955)
- díj: legjobb külföldi színész – Marlon Brando
- jelölés: legjobb film
- jelölés: legígéretesebb elsőfilmes főszereplő – Eva Marie Saint

### Bodil-díj (1955)
- díj: Legjobb amerikai film – Elia Kazan

### Directors Guild of America (1955)
- díj: legjobb rendezői teljesítmény – Elia Kazan, Charles H. Maguire

### Golden Globe-díj(1955)
- díj: legjobb rendező – Elia Kazan
- díj: legjobb filmdráma
- díj: legjobb férfi főszereplő (filmdráma) – Marlon Brando
- díj: legjobb operatőr – Boris Kaufman

### National Board of Review (1954)
- díj: legjobb film

### New York-i Filmkritikusok Egyesülete(1954)
- díj: legjobb színész – Marlon Brando
- díj: legjobb rendező – Elia Kazan
- díj: legjobb film

### Velencei Nemzetközi Filmfesztivál
- 1955 díj: OCIC-díj – Elia Kazan
- 1954 díj: Olasz Filmkritikusok díja – Elia Kazan
- 1954 díj: Ezüst Oroszlán – Elia Kazan
- 1954 jelölés: Arany Oroszlán – Elia Kazan

### Writers Guild of America (1955)
- díj: legjobb amerikai dráma – Budd Schulberg